# دياني ديفيس
دياني ديفيس (بالإنجليزية: Diane Davis)‏ هي فيلسوفة أمريكية، ولدت في 1963.